# Джонні «Гаммонд» Сміт
Джо́нні «Га́ммонд» Сміт (англ. Johnny "Hammond" Smith), справжнє ім'я Джон Ро́берт Сміт (англ. John Robert Smith; 16 грудня 1933, Луїсвілл, Кентуккі — 4 червня 1997, Вікторвілл, Каліфорнія) — американський джазовий органіст.

## Біографія
Народився 16 грудня 1933 року в Луїсвіллі, штат Кентуккі. Брав приватні уроки гри на фортепіано у віці 13 років. У 15 років почав грати професійно з Кенні Гейлом. Пізніше з Полом Вільямсом, Крісом Колумбусом.
Вайлд Білл Девіс надихнув його переключитися на орган; створив власне комбо у 1957 році в Клівленді. У 1958 році працював з Ненсі Вілсон; і в якості сайдмена з Колумбусом; після чого створив власний гурт і виступав в Гарлемі у таких клубах, як Minton's Каунта Бейсі, Shalimar-by-Randolph та ін. З 1959 по 1970 роки записувався на Prestige, випустивши низку альбомів, зокрема That Good Feelin', Talk That Talk, Black Coffee, Open House, Ebb Tide і Soul Talk.
У 1970-х записувався на Kudu, експериментував з різними еклектричними клавішними та синтезаторами, однак виступав переважно на органі зі своїм гуртом. У цей період, його стиль набув елементів фанку, і у 1971 році він скоритив своє сценічне ім'я до Джонні Гаммонд і перейшов на лейбл CTI Кріда Тейлора.
У 1975 році записувався на Milestone, після чого залишив джаз, оселився у Південній Каліфорнії і почав займатися інвестиціями у нерухомість. У 1990-х почав знову записуватися, однак у нього діагностували рак, від якого він помер 4 червня 1997 року у віці 63 років.

## Дискографія
| - All Soul (New Jazz, 1959) - That Good Feelin' (New Jazz, 1959) - Talk That Talk (New Jazz, 1960) - Stimulation (Prestige, 1961) - Gettin' the Message (Prestige, 1960) з Лемом Вінчестером - Johnny "Hammond" Cooks with Gator Tail (Prestige, 1962) з Віллісом Джексоном - Look Out! (New Jazz, 1962) з Селдоном Пауеллом - Black Coffee (Riverside, 1962) - Mr. Wonderful (Riverside, 1963) - Open House! (Riverside, 1963) - A Little Taste (Riverside, 1963) - The Stinger (Prestige, 1965) | - Opus De Funk (Prestige, 1961 [1966]) - The Stinger Meets the Golden Thrush (Prestige, 1966) - Love Potion #9 (Prestige, 1966) - Gettin' Up [також вийшов як Ebb Tide] (Prestige, 1967) - Soul Flowers (Prestige, 1967) - Dirty Grape (Prestige, 1968) - Nasty! (Prestige, 1968) - Soul Talk (Prestige, 1969) - Black Feeling! (Prestige, 1969) - Here It 'Tis (Prestige, 1970) - What's Going On (Prestige, 1971) |